# Comuna Korost, Sarnî
Korost (în ucraineană Корост) este o comună în raionul Sarnî, regiunea Rivne, Ucraina, formată din satele Korost (reședința), Male Verbce și Odrînkî.

## Demografie
Componența lingvistică a comunei Korost
     Ucraineană (99,33%)
     Alte limbi (0,67%)
Conform recensământului din 2001, majoritatea populației comunei Korost era vorbitoare de ucraineană (99,33%), existând în minoritate și vorbitori de alte limbi.